# Scopula penricei
Scopula penricei är en fjärilsart som beskrevs av Louis Beethoven Prout 1920. Scopula penricei ingår i släktet Scopula och familjen mätare. Inga underarter finns listade.